# Massacres de Gaggenau
Les massacres de Gaggenau sont trois exécutions sommaires de résistants et de prisonniers de guerre, détenus au camp de Gaggenau, commises fin novembre 1944.

## Contexte
Devant l'avance des alliés, du 4 septembre 1944 au 21 novembre 1944, les Allemands évacuent le camp de concentration de Natzweiler-Struthof et le camp de sûreté de Vorbruck-Schirmeck. Une partie des détenus sont dirigés vers le camp de Gaggenau.
Le Standartenführer Erich Isselhorst, chef de la Sicherheitspolizei à Strasbourg, ordonne l'exécution systématique des détenus résistants français. Il fait appliquer également les ordres d'exécution d'Adolf Hitler, tel l'ordre Commando durant l'opération Waldfest, en faisant exécuter les membres du 2e Special Air Service prisonniers après l'opération Loyton, ainsi que d'autres prisonniers, civils ou militaires. Dans la nuit du 1er au 2 septembre, 108 membres du réseau Alliance sont tués et incinérés au camp de concentration du Struthoff.
Erich Isselhorst charge Julius Gehrum, d'organiser la disparition des détenus et d'effacer toute trace de leur existence dans tous les autres lieux de détention. Ce dernier dirige lui-même l'exécution sommaire de soixante-dix prisonniers. Avec son équipe, il procède aux exécutions au camp de concentration de Natzweiler-Struthof le 1er septembre 1944, à Kehl le 23 novembre, Rastatt le 24 novembre, Offenburg le 27 novembre, Fribourg-en-Brisgau le 28 novembre, Bülh le 29 novembre, Pforzheim le 30 novembre.

## Histoire
Le camp de Gaggenau-Rotenfels est détient 900 hommes et 160 femmes répartis dans six baraquements. Ces déportés font partie des 1600, répartis dans six lieux d'internement, qui travaillent pour l'industrie de guerre allemande, majoritairement dans les usines de Daimier-Benz.
Le camp a reçu des prisonniers évacués des lieux de détentions en Alsace.
À trois reprises, les 25, 30 novembre et le 1er décembre, des prisonniers sont embarqués dans une camionnette contenant 4 pelles et sont conduits dans la forêt d'Erlichwald. À part le 25 novembre où l'on utilise un cratère de bombe, avant chaque massacre, les détenus creusent la fosse dans laquelle leurs corps sont jetés une fois abattus.
Julius Gehrum n'est pas présent lors des exécutions de Gaggenau car, il est en train de mener la même opération à Pforzheim, mais la méthodologie employée est la même que dans celles qu'il commande.

## Les fusillés

### 25 novembre 1944
Les corps des victimes sont jetés dans un cratère de bombe, leurs vêtements sont brulés,.

#### Américains
Les fusillés sont des membres d'équipages de bombardiers américains.
- Lieutenant pilote Garis Jacoby est le copilote du bombardier B17G 43-37599 « Moonlight Serenade » de la 562e escadrille américaine de bombardement abattu le 5 septembre 1944[4].
- Sergent Curtis Hodges, né le 2 juin 1923 (âgé de 22 ans) dans le Missouri est mitrailleur de queue à bord du bombardier B24J 42-50511 abattu le 5 septembre 1944[4],[6];
- Sergent Maynard Latten, né le 7 novembre 1918 (âgé de 27 ans) à Pulcifir, est opérateur radio à bord du bombardier B24J 42-50511 abattu le 5 septembre 1944[4],[6];
- Sergent Mickael Pipok, né le 30 août 1925 (âgé de 20 ans) à Nanty Glo est mitrailleur à bord du bombardier B17G 42-32086 « You Never Know »[4]. Il est capturé, le 10 septembre 1944, dans la forêt du Donon[7].

#### Britanniques
Ces combattants du  2e Special Air Service (SAS), sous les ordres du lieutenant-colonel Brian Franks, parachutés dans les Vosges dans le cadre de l'opération Loyton, sont sommairement abattus en application des ordres de Erich Isselhorst qui s'appuie sur l'ordre Commando. Leurs corps sont retrouvés après la guerre, grâce aux recherches déclenchées par le lieutenant-colonel Brian Franks.
- Les major Denis Binham Reynolds et Anthony Whately-Smith, né en 1925, sont capturés par les Allemands le 30 octobre 1944, sur leur chemin d'évasion, après avoir été pris en charge par une fausse passeuse. Marie et Fred Le Rolland, qui les ont abrités à la Pierre Percée, sont déportés[8].
- Le capitaine Victor Gough, né le 11 septembre 1918 (âgé de 27 ans), est capturé vers le 30 septembre puis interné au camp de sûreté de Vorbruck-Schirmeck d'où il est transféré à celui de Gaggenau[9].
- Le lieutenant David Gordon Dill est capturé, le 7 octobre 1944 dans le secteur de Moussey, à la suite d'une dénonciation, par la Wehrmacht qui le remet à la Gestapo. Il est interné au camp de sûreté de Vorbruck-Schirmeck d'où il est transféré à celui de Gaggenau[9].
- Soldat Christopher Ashe, né le 1er juin 1917 (âgé de 28 ans) ;
- Le soldat Morris Griffin, né le 23 avril 1921 (âgé de 24 ans), est capturé, le 10 octobre 1944, au lac de la Maix. Il est interné au camp de sûreté de Vorbruck-Schirmeck d'où il est transféré à celui de Gaggenau[9].

#### Français
- Joseph Claude, né le 24 novembre 1921 (âgé de 24 ans) à Levallois-Perret, curé de Raon-l'Étape ;
- Jacob Werner, né le 18 août 1914 (âgé de 31 ans) à Strasbourg ;
- Justin Pennerath, né le 4 juin 1902 (âgé de 43 ans) à Barst, curé de d'Allarmont, est arrêté, le 1er octobre 1944, pour avoir hébergé des fugitifs. Il est torturé mais refuse de dénoncer les résistants de sa paroisse[10],[5];
- Joseph Alphonse Roth, né le 7 septembre 1911 (âgé de 34 ans) à Roppewiller, père oblat, vicaire de Sarreguemines. Il est membre du réseau Alliance. Il est arrêté par les Allemands le 4 septembre 1944[5].

### 30 novembre 1944
Il s'agit de 9 résistants du réseau Alliance. Ils sont sommairement abattus sur l'ordre Erich Isselhorst qui fait passer par les armes, dans différents lieux (camp de concentration de Natzweiler-Struthof, camp de sûreté de Vorbruck-Schirmeck, camp de Gaggenau, prison d'Offenburg…), tous les résistants prisonniers.
Leurs corps sont retrouvés après la guerre, grâce aux indications de l'abbé Hett qui fut leur compagnon de détention.
- Pierre Audevie, né le 5 septembre 1897 (âgé de 48 ans) à Baneuil, mécanicien SNCF ;
- Joseph Bordes, né le 30 janvier 1880 (âgé de 65 ans) à Tartas, vicaire général de l'évêché de Dax ;
- Sigismond Damm, né le 5 juin 1905 (âgé de 40 ans) à Lviv, ingénieur électricien ;
- Jean-Henri Durand, né le 18 septembre 1900 (âgé de 45 ans) à Domme, marchand de meubles ;
- Michel Gartner, né le 30 juillet 1919 (âgé de 26 ans) à Livord, Chef d'atelier à Toulouse ;
- Robert Gontier, né le 28 février 1915 (âgé de 30 ans) à Courberoie, boulanger ;
- André Joriot, né le 3 novembre 1921 (âgé de 24 ans) à Paris 17e, sous-lieutenant d'active ;
- Martin Sabarots, né le 22 février 1894 (âgé de 51 ans) à Guiche, constructeur de bateaux ;
- André Soussotte, né le 3 septembre 1923 (âgé de 22 ans) à Hinx-sur-Adour, opérateur radio.

### 1erdécembre 1944
3 hommes et une femme inconnus dont les corps reposent au cimetière de Gaggenau.

## Reconnaissance

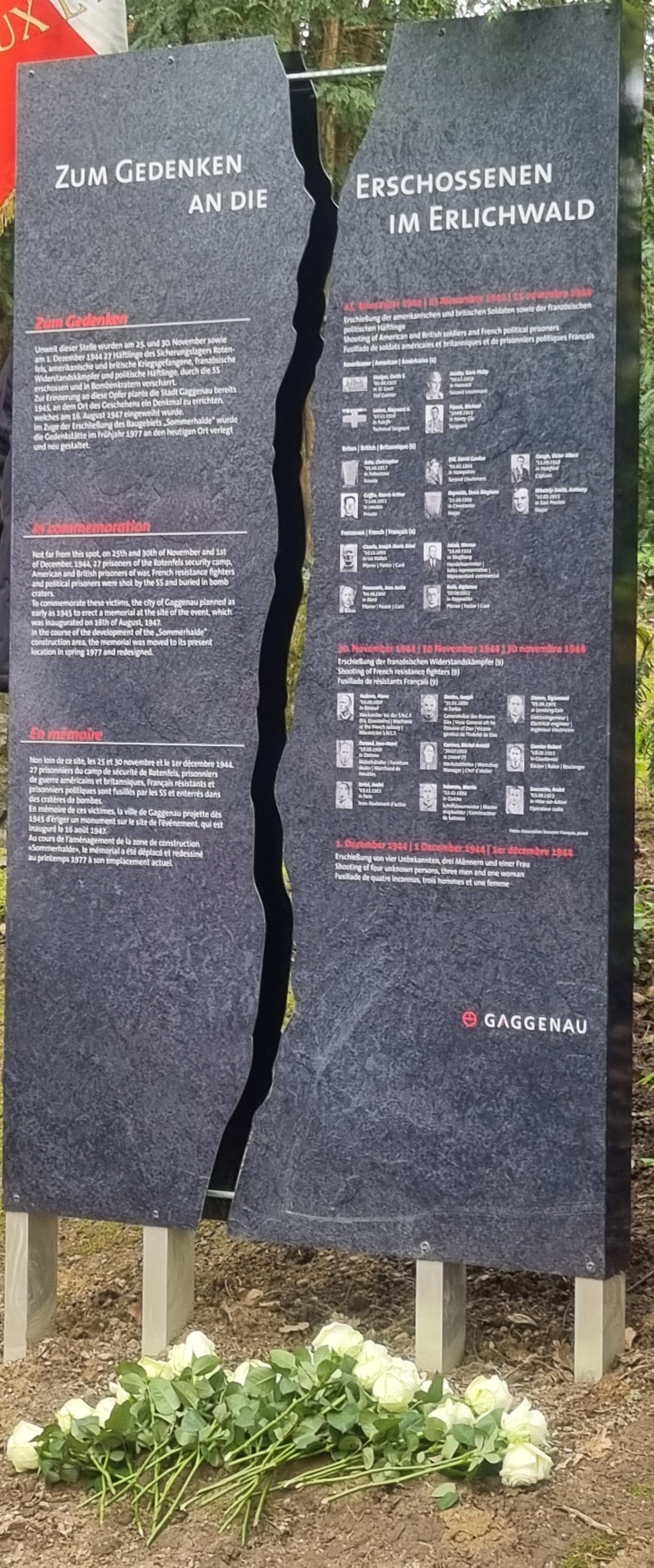
Stèle inaugurée le 30/04/2023.

- Stèle inaugurée le 30 avril 2023.Une plaque dans la forêt d'Erlichwald sur la commune de Gangenau avec le texte suivant :

« Ici ont été assassinés en 1944, 26 hommes et une femme qui luttaient pour la liberté, la démocratie et la paix. Passant, souviens-toi. »

- Le 30 avril 2023, une stèle en hommage aux victimes des massacres de Gaggenau est inaugurée par la municipalité. Elle comporte la liste des fusillés et leurs portraits.